# Identities
identities – Queer Film Festival war ein queeres Filmfestival, das von 1994 bis 2017 alle zwei Jahre in Wien stattfand.
Der Verein DV8-Film wurde 1993 von Barbara Reumüller gegründet, um das Festival zu veranstalten. Das Aufkommen des New Queer Cinema und die Einstellung des bis dahin einzigen thematisch verwandten Filmfestivals in Wien, des Lesbischwulen Filmfests, beeinflusste sie in der Entscheidung. Sie belegte zu der Zeit einen Kulturmanagement-Lehrgang und sollte ein Projekt initiieren. Ab 1994 fand es im Filmcasino statt. Zunächst hieß es trans-X. Eine filmische Identity Tour, ab der zweiten Ausgabe im Jahr 1996 erhielt es den Namen identities. Der Beiname "queer" war dem Publikum in den 1990er Jahren noch kaum geläufig und sollte im Gegensatz zur Begrifflichkeit "lesbischwul" des Vorgängerfestivals den Ansatz verfolgen, Heteronormativität und Geschlechterrollen grundsätzlich in Frage zu stellen.
Bis 2001 gab es eine Zusammenarbeit mit der Viennale, ab der Festivalausgabe im Jahr 2003 war es unabhängig. Das Festival verstand sich als Publikumsfestival und fand für zehn Tage im Juni statt. In den 2000er und 2010er Jahren war es nach der Viennale das zweitgrößte internationale Filmfestival in Wien. 2017 fand das Festival zum letzten Mal statt. Insgesamt gab es 11 Ausgaben des Festivals. Zuletzt förderte die Stadt Wien das Festival mit 160.000 EUR pro Ausgabe.
Durch die zweijährliche, statt wie sonst üblichere jährliche, Veranstaltung des Festivals sollte eine höhere Qualität in der Filmauswahl zustande kommen. Neben aktuellen Filmen wurden auch Klassiker gezeigt, um Zusammenhänge zu vermitteln und zu zeigen, dass queere Themen in der Filmgeschichte schon immer präsent waren.
Das Festival vergab einen Internationalen Jurypreis im Wert von 1000 EUR.